# Demba Camara
Aboubacar Demba Camara (* 7. November 1994 in Conakry) ist ein guineischer Fußballspieler.

## Karriere
Camara spielte in der Nachwuchsabteilung des Satellite FC ehe er 2013 in die Jugend des korsischen Vereins AC Ajaccio wechselte. Noch im selben Jahr wurde er in den Profikader dieses Vereins aufgenommen und absolvierte bis zum Sommer 2014 20 französische Erstligaspiele.
Zur Saison 2014/15 wechselte Camara zum südosttürkischen Erstligist Gaziantepspor. Im Frühjahr 2016 wechselte er zu Paris FC. Weitere Stationen in Zypern, wiederum Frankreich, Israel, Malaysia, Marokko, dem Oman (mit Meisterschaft), Saudi-Arabien und den VAE folgten.